# Île de Tibidy
Tibidy est un îlot situé à l'embouchure de la rivière du Faou, au fond de la rade de Brest, sur le territoire de la commune de L'Hôpital-Camfrout. L'île a été reliée au continent par un cordon artificiel et a donc été transformée en tombolo (elle l'était déjà naturellement à marée basse avant les travaux, l’île étant alors reliée au continent par un gois submergé 2 fois par jour, à marée haute). La grève située à proximité est fréquentée par les baigneurs et les adeptes des sports nautiques. L'île devenue presqu'île accueille un manoir privé.
Tibidy est l'ancienne Topaja (en latin : insula Thopopegya ou insula Thopepigia).

## Géographie

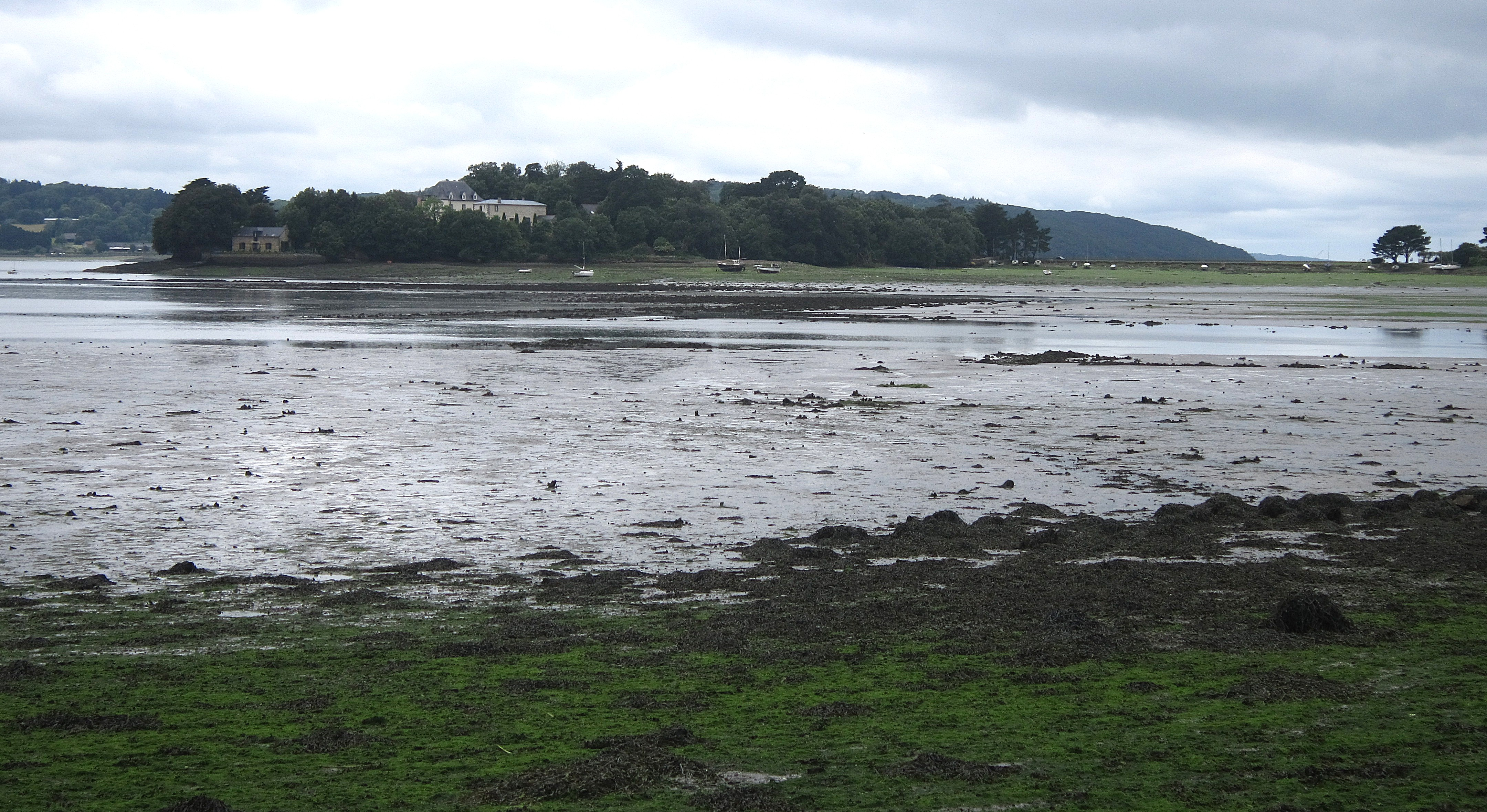
L'île de Tibidy vue depuis la pointe de Glugeau (en Le Faou).
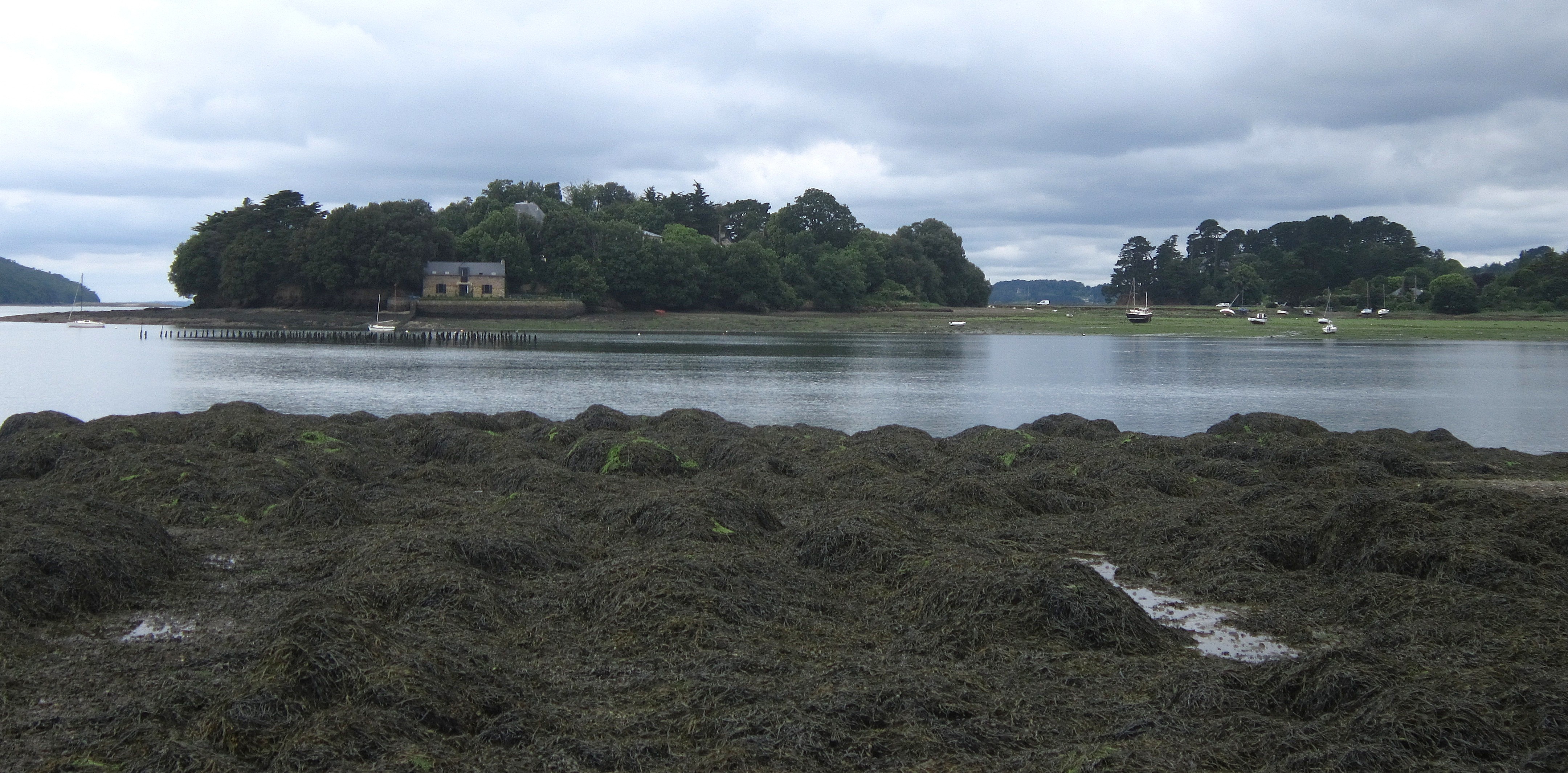
L'île de Tibidy vue depuis la pointe de Glugeau (en Le Faou).

## Histoire

### Saint Guénolé à Tibidy
La légende, confortée par la Vie de Saint Guénolé (Cartulaire de l'abbaye de Landévennec) veut que Saint Guénolé, accompagné de onze autres disciples de Saint Budoc, arrivant de l'Île Lavret (archipel de Bréhat), débarque sur l'île de Tibidy en 482, s'y installe et établisse un oratoire. Trois ans plus tard, il quitte l'île et gagne Landévennec. L'île est donnée par la suite à l'abbaye de Landévennec par Gradlon:

« En quittant la rivière de l'Hôpital pour entrer dans celle du Faou, on passe devant la petite île de Tibidy, sur la rive gauche de cette dernière, en face de Landévennec. C'est dans ce lieu que saint Guénolé aborda vers 490, avec onze autres  cénobites, et qu'il préluda à la fondation de l'abbaye de Landévennec. On y voit une pierre sculptée, ou plutôt un bas-relief que l'on croit y avoir été transporté de Landévennec, et où l'on voit figurer (...) deux saints présentant à Gradlon le plan de l'église et du couvent. Cette pierre est dans le pays l'objet d'une légende. On dit qu'un jour on voulut l'emporter et qu'on y attacha quarante-huit bœufs qui ne purent la transporter qu'à quelques pas de là. On en conclut naturellement qu'il y avait un obstacle occulte à son enlèvement, et l'on se décida à la reconduire à sa place, ce à quoi deux bœufs suffirent. »

Cette pierre est, selon Adolphe Joanne, un devant d'autel et on pouvait aussi voir encore, à la fin du XIXe siècle « dans deux niches de la Renaissance, décorées de pilastres ioniques, la Scène de l’Annonciation en bas-relief et, au centre, un écusson abbatial ».

### LeXIXesiècle
Prosper Michel Avice, comte de Mougon. achète en 1868 l'île de Tibidy et y construit un château en 1869. Il crée aussi sur l'île un chantier naval, transféré rapidement dans l'anse de Keravice.

## XXesiècle
L'île fut propriété de la famille Bolloré (René Bolloré en devint propriétaire en 1925) avant d'être acquise par l'évêché de Quimper en 1935, le château existant sur l'île étant transformé en école primaire catholique.

## Personnalités
- Jean Keromnès nait le 22 août 1931 sur l'île de Tibidy, ses parents étaient les gardiens du château[4].

## Visite
Propriété privée, l'île de Tibidy ne se visite pas, mais il est possible d'en faire le tour.